# 비사지황금두더지
비사지황금두더지(Chrysochloris visagiei)는 황금두더지과에 속하는 포유류의 일종이다. 남아프리카공화국의 토착종이다.